# Carlos Méro
 (décembre 2023).
Carlos Barros Méro (Penedo, 5 avril 1949) est un écrivain brésilien de l´école moderniste.

## Biographie
Fils d'Ernani Méro et de Nair Barros Méro, il est né à Penedo, dans l'État d'Alagoas, au Brésil. Il est membre de la Confraria Queirosiana (Gaia, Portugal), de l'Academia Alagoana de Letras (AAL), de l'Academia Penedense de Letras et de l'Instituto Histórico e Geográfico de Alagoas (IHGAL). Il est diplômé en sciences juridiques de l'ancienne Faculté de Droit de l'Université Fédérale d'Alagoas (UFAL). Il a occupé successivement les fonctions de Procureur de Justice, Conseiller Juridique Général de l'État d'Alagoas, Procureur Général de la Municipalité de Maceió, Procureur d'État, Procureur près la Cour de Justice, Juge du Tribunal Électoral Régional de l'État d'Alagoas et Secrétaire de Bureau de l'État civil et de l'Industrie et du Commerce du Gouvernement de l'État d'Alagoas. Il a également occupé la présidence de l'Académie des Lettres d'Alagoas et de la Fondation Pierre Chalita (FUNCHALITA), ainsi que le poste de Professeur de Droit à l'Université Fédérale d'Alagoas (UFAL) et au Centre d'Études Supérieures de Maceió (CESMAC). Il est poète, nouvelliste, romancier, dramaturge, chroniqueur et essayiste. Il vit actuellement à Maceió, Alagoas (Brésil) et Lisbonne (Portugal).

## Œuvres
- Estudos e pareceres jurídicos. Maceió: SERGASA. 1985.
- Curso básico de filosofia (Didático) - Coautor: Nabor Bulhões. Maceió: EDISA. 1972.
- Um gosto de mulher (Poesia). Primeira edição: Maceió. SERGASA. 1994; Segunda edição: São Paulo: Scortecci. 2018.
- Sua Excelência a Prostituta (Teatro). Maceió: Grafitex. 1998.
- Quatro Poetas de Alagoas. In Revista da Literatura Brasileira, nº 15, São Paulo, 1999.
- Vida, Paixão e Morte do Irmão das Almas (Novela) . São Paulo: Scortecci. 1999.
- Herdeiro das Trevas (Novela). São Paulo: Scortecci, 1999.
- Amor de Danação (Conto). In Revista da Academia Alagoana de Letras, nº 18, Editora Universitária da UFAL, Maceió, 2001.
- O Beco das Sete Facadas e Outras Estórias Alucinadas (Contos). São Paulo: Marco Zero. 2005.
- O Destronamento de Plutão (Conto). In Revista da Literatura Brasileira, nº 43, São Paulo, 2006.
- A Lua de Fel do Casal Valhamor (Conto). In Revue L'Ordinaire Latino-Americain, nº 212, Université de Toulouse II - Le Mirail. 2010.
- O Amargo Regresso da Desesperança (Conto). In Caravelle, nº 96, Université de Toulouse II - Le Mirail, junho de 2011.
- Travessias (Contos) - Co-autora: Cristina Duarte-Simões. Maceió: Viva Editora. 2013.
- Graciliano Ramos: Un monde de peines. Lille (FR): TheBookEdition. 2015.
- Dias assombrados em Roma (Memórias). São Paulo: Scortecci. 2015; Segunda edição: São Paulo: Scortecci. 2020
- Maíra (Nouvelle). Toulouse: Revue Reflexos, nº 3
- Inventando Maíra (coautoria de Cristina Duarte-Simões). São Paulo: Scortecci, 2016
- O Chocalho da Cascavel e outros relatos de maldizer (Contos). São Paulo: Scortecci. 2016
- Contos Covidianos (Contos). São Paulo: Scortecci. 2021
- Os dois melros (Conto). Vila Nova de Gaia (Portugal): Revista de Portugal, nº 18, 2021
- Meu caderno de matutações (Fragmentos). In Revista da Academia Alagoana de Letras, nº 25. Maceió: Imprensa Oficial Graciliano Ramos. Julho de 2022.